# Wasserkissengleitbahn

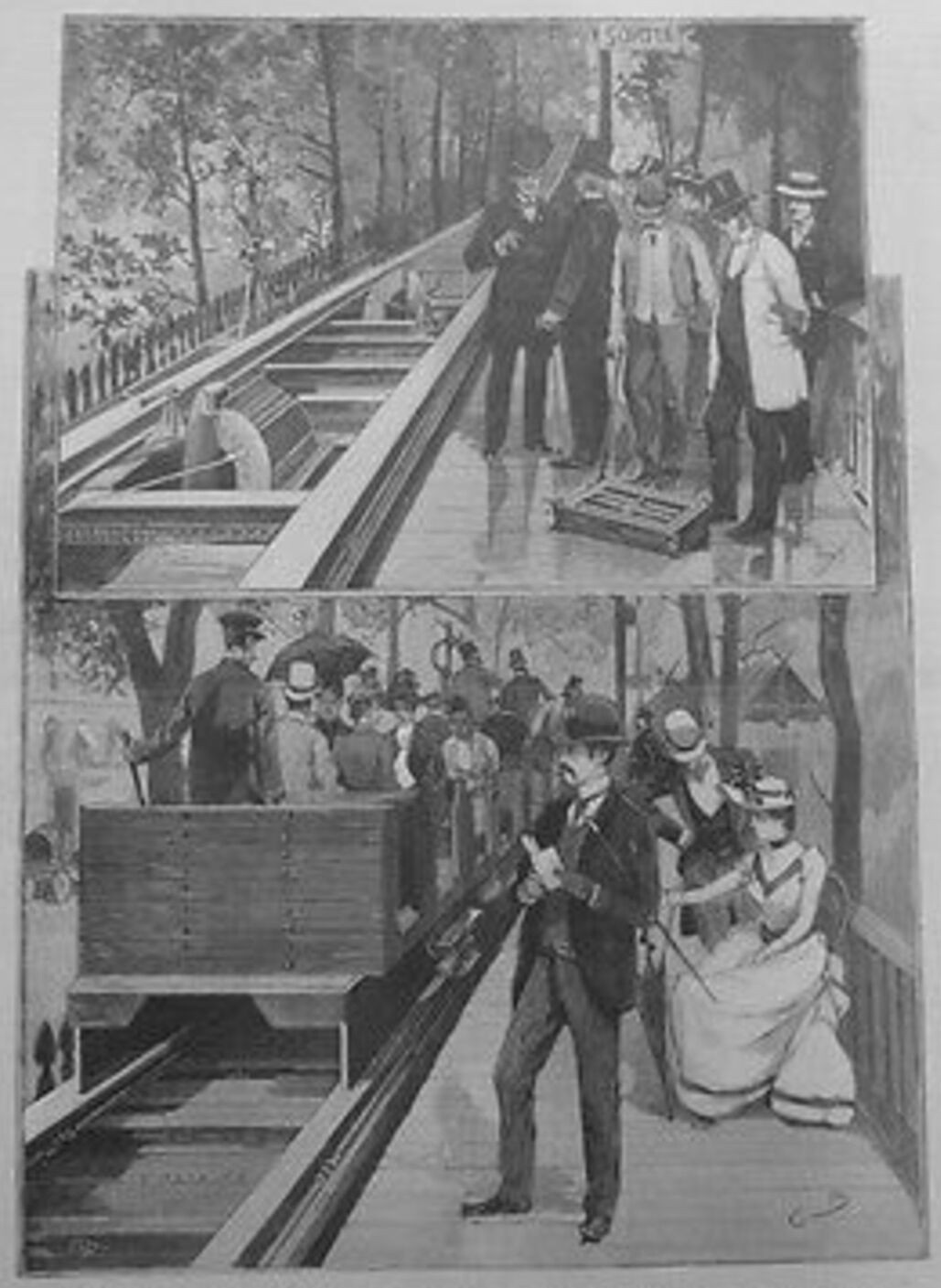
Le Chemin de Fer Glisant auf der Weltausstellung Paris 1889

Die Wasserkissengleitbahn ist das Konzept eines spurgeführten Verkehrsmittels (Bahn), das nicht auf Rädern, sondern auf Wasserkissen ruht.
Am bekanntesten wurde die Gleitbahn (französisch Le Chemin de Fer Glisant), die Louis-Dominique Girard (1815–1871) ab 1854 entwarf und die mit Unterbrechungen bis mindestens 1889 weiterentwickelt wurde. Es handelte sich hierbei um eine Bahn, die auf Gleitschuhen mit Labyrinthdichtung in zwei Schienen mit sehr flachem Trogprofil lief. Die 0,5 bis 0,75 mm dicken Wasserkissen wurden durch Einpressen von Wasser in die Mittelbohrungen der Gleitschuhe mittels Druckluft erzeugt und aufrechterhalten. Der Antrieb geschah durch eine Art regelbare Linearturbine in der Mitte der Fahrzeugböden, die von einer in der Strecke geführten Druckwasserleitung durch regelmäßig angeordnete Zapfstellen beaufschlagt wurde. Das Fahrzeug schaltete dabei die Zapfstellen beim Überfahren automatisch ein und aus.
Zu den Vorteilen des Systems gehörten der fast geräuschlose Lauf und die exzellenten Fahreigenschaften. Einer praktischen Realisierung waren der hohe Wasserverbrauch (bei einem Sechs-Wagen-Zug ca. 125 Kubikmeter Tragwasser pro Stunde zuzüglich Antriebswasser) sowie die Empfindlichkeit des Systems gegenüber Gleislagefehlern und Undichtigkeiten der Schienen im Wege, vor allem aber die offensichtliche Unmöglichkeit, die Bahn winterfest zu machen.
Ihren literarischen Niederschlag gefunden hat die Wasserkissengleitbahn in Kurd Laßwitz’ Science-Fiction-Roman Auf zwei Planeten, wo eine solche Bahn als das Hauptmittel des schweren Gütertransports auf dem Mars beschrieben wird.